# Selennjach
Il Selennjach (in russo Селеннях?; in lingua sacha: Силээннээх) è un fiume della Siberia Orientale, affluente di sinistra dell'Indigirka. Scorre nell'Ust'-Janskij ulus della Sacha (Jacuzia), in Russia. 
Nasce alle pendici sud-occidentali dei monti Irgičinskij dove ha inizio la depressione della Moma e del Selennjach e corre con direzione dapprima sudorientale, costeggiando le estreme propaggini nordoccidentali dei Monti Čerskij (tra cui la catena dei Monti Chadaran'ja); circa verso la metà del suo percorso compie una svolta assumendo direzione est-nord-est fino a sfociare nell'Indigirka a 755 km dalla foce. La lunghezza del fiume è di 796 km, l'area del suo bacino è di 30 800 km². Il bacino ha circa 3 500 laghi per una superficie totale di 537 km².
Il fiume scorre in una zona pressoché disabitata a causa del clima molto duro; il congelamento dura da inizio ottobre a fine maggio.